# Велики солунски пожар 1917.
Велики солунски пожар 1917. (грч. Μεγάλη Πυρκαγιά της Θεσσαλονίκης, 1917) уништио је две трећине града Солуна, другог по величини града у Грчкој, оставивши више од 70.000 без крова над главом. Пожар је горео 32 сата и уништио 9.500 кућа на површини од једног квадратног километра. Половина јеврејског становништва емигрирало је из града јер им је нестало средстава за живот. Уместо брзог обнављања, влада је наручила француског архитекту Ернеста Ебрара да дизајнира нови урбанистички план за спаљена подручја и за будуће проширење града. Његови дизајни су и даље евидентни у граду, посебно на Аристотеловом тргу, иако неки од његових најграндиознијих планова никада нису завршени због недостатка средстава.

## Град пре пожара
Солун је био један од највећих и најмодернијих градова у Европи по балканским стандардима у време пожара. Према европским стандардима, планирање града било је хаотично, а нехигијенске услове који су владали у сиромашнијим областима влада у Атини је описала као „неприхватљиве“. Градска лука је била један од најважнијих трговачких центара у региону. Године 1912. град је, заједно са највећим делом Македоније и Епира, укључен у састав Грчке после скоро 500 година отоманске владавине. Становништво града се суштински одржавало: већи део становништва су били Сефарди, затим Грци, Турци, Бугари, Роми и други.
Чим је почео Први светски рат 1914. Грчка је званично задржала неутралност. Уз одобрење Венизелосове владе, силе Антанте су 1915. искрцале трупе у Солун, како би подржале своје српске савезнике на Македонском фронту. У августу 1916, официри венизелиста покренули су устанак који је резултирао успостављањем привремене владе националне одбране у граду, у суштини поделивши Грчку на две суверене државе, једну коју је представљао Елефтериос Венизелос, а другу краљ Константин. Након што је краљ Константин абдицирао у јуну 1917. године, Грчка је поново уједињена и званично је ушла у рат на страни савезника.
Солун је убрзо постао транзитни центар за савезничке трупе и залихе, а град се напунио хиљадама француских и британских војника, који су бројали и до 100.000. Становништво града у то време је сумњиво, а неки извори тврде око 150.000, а други 278.000. Званичник француске морнарице пише у свом извештају да „видео сам како Солун, град са више од 150.000 људи гори“.

## Пожар

### Почетак пожара
Према налазима истраге Суда у Солуну, пожар је избио у суботу 5. (јулијански календар) /18 (грегоријански календар) августа 1917. године око 15 часова, случајно у малој кући избеглица на Олимпијадосу 3, у округу Мевлане између центра и Горњег града  када је искра из кухињске ватре пала у гомилу сламе и запалила је. Због недостатка воде и равнодушности првобитни пожар није угашен. На крају је јак ветар пренео ватру на суседне куће, а она се наставила по целом центру Солуна.
У почетку је пожар пратио два правца, до Резиденције путем Агио Димитриоуа и до пијаце преко пута Леонтос Софоу. Резиденцију су спасили запослени, који су пожурили да помогну. Ветар је ојачао и наставио да шири ватру ка центру града. У раним јутарњим сатима наредног дана (6/19. август) ветар је променио правац и два фронта пожара су уништила цео привредни центар. У 12:00 ватра је прешла око цркве Свете Софије, а да је није изгорела, и наставила на исток до пута Етникиса Аминиса (раније име: Хамидие), где се зауставила. Увече тога дана ватра се потпуно угасила.

### Напори у гашењу пожара
Воде није било довољно за гашење пожара јер су (за опслуживање својих логора и болница у предграђу града) савезничке снаге контролисале резерве воде, које су смањене због суше тог лета и велике потрошње воде све већег становништва. Што је још важније, градска власт није имала организовану ватрогасну јединицу; неколико ватрогасних екипа било је у приватном власништву осигуравајућих друштава која су штитила само своје претплатнике. Утврђено је да су приватни ватрогасци необучени и опремљени старом или никаквом опремом.
У поподневним сатима првог дана пожара, француски одред је експлодирао три куће поред Дикитирија да би створио тампон зону или зону безбедности. Међутим, француски одред није наставио и на крају се повукао, остављајући ватру да настави својим разорним током. Следећег јутра, два британска ватрогасна возила и тимови зауставили су ватру у близини Беле куле. Француски војници спасили су зграду царине.
Савезничке снаге су одбациле идеју о прекиду водоснабдевања својих кампова и болница за гашење пожара. Генерал Морис Сарај посетио је регион Дикитирију на неколико сати током поподнева првог дана, али се није вратио. Неколико извештаја наводи да су француски војници пљачкали продавнице и предузећа и спречавали домаћине да спасу своју робу. Следећег дана, генерал Сарај је наредио погубљење двојице француских војника који су ухапшени због продаје украдених драгуља . Британски војници су помагали у борби док су могли, користећи војне камионе за превоз жртава пожара и њихове робе до избегличких насеља.

## Уништење
Ватра је уништила 32 одсто Солуна, око 1 квадратни километар. Спаљени регион се налазио између путева Агиу Димитриу, Леонтос Софоу, Никис, Етникис Аминис, Александру Сволу и Егнатија (из Свете Софије). Овај регион је у званичним документима пријављен као „запаљена зона“ ( грч. πυρίκαυστος ζώνη) и у популарним нарацијама једноставно као „спаљени“ (грч. τα καμμένα). Обим материјалне штете унутар Солуна процењен је на 8.000.000 златних фунти.
Међу зградама које су спаљене биле су и пошта, телеграф, градска већница, централа водоводне и гасне компаније, Отоманска банка, Народна банка Грчке, депозити Атинске банке, делови Св . Димитрија, две друге православне цркве, Саатли џамија, 11 других џамија, седиште главног рабина са свом архивом, 16 од 33 синагоге и штампарије већине новина. Солун је имао највећи број издатих новина у Грчкој, али након пожара већина њих није успела да обнови своје пословање и поново излази. Отприлике 4.096 од 7.695 продавница у граду је уништено, од којих су многе биле Јевреје, а 70% радне снаге је било незапослено.

### Брига о жртвама пожара
У пожару је страдало око 73.447 људи. У Палисовом извештају бескућнике су идентификовале три верске заједнице у Солуну : 52.000 Јевреја, 10.000 православних и 11.000 муслимана .
Брига о жртвама пожара почела је одмах: грчке власти су изградиле 100 кућа за смештај 800 породица. Британске власти су основале три насеља са 1.300 шатора, где су сместиле 7.000 бескућника. Француске власти су основале насеље за 300 породица и подигле Унију француских дама, мањи камп за 100 породица. Заједно су бесплатно превезли 5.000 људи возом и избеглице преместили у Атину, Волос и Ларису. Грчке власти су успоставиле дистрибутивне тачке које обезбеђују бесплатан хлеб за 30.000 појединаца. Амерички, француски и британски Црвени крст делили су храну међу бескућницима. Скоро половина градских Јевреја, изгубивши и домове и продавнице, убрзо је емигрирала у западне земље, углавном у Француску и Сједињене Државе, док су неки емигрирали у Палестину .
Перикле А. Аргиропоулос, главни представник владе, основао је Управу за жртве пожара за збрињавање хиљада жртава пожара; а влада је одобрила кредит од 1.500.000 драхми за прве потребе. Истовремено је организован и Централни одбор за донације, са линијом пододбора за прикупљање прилога и расподелу новца и добара.

### Компензација
Након уништења града, осигуравајућа друштва су послала своје агенте да премере штету. Постојале су гласине да су Немци или Французи изазвали пожар паљењем, али су оне биле оповргнуте. Укупан износ уговора о осигурању био је око 3.000.000 златних фунти. Већина осигуравајућих компанија у региону биле су британске. Осигуравајућа компанија, North British and Mercantile Insurance, морала је да надокнади 3.000 уговора о осигурању. Суд је оценио да је пожар изазван случајним разлозима. Под притиском грчких и страних власти уз суд, све полисе осигурања су у потпуности плаћене.

## Реконструкција
Само неколико дана након пожара, Влада Венизелоса је саопштила да неће дозволити реконструкцију града какав је био. Уместо тога, намеравали су да створе нови град, према урбанистичком плану. Министар саобраћаја Александрос Папанастасију је добио вођство и основао „Међународни комитет за нови план Солуна“. За председника је именовао француског архитекту и археолога Ернеста Ебрара, који је надгледао израду плана. Достављен Генералној управи Македоније 29. јуна 1918. године, план је био да се град преуреди по европским линијама. Прошао је кроз многе промене, али је успоставио побољшане транспортне руте, тргове и друге погодности за подршку великом броју становника.